# Walter Cronkite
Walter Leland Cronkite Jr. (St. Joseph (Missouri), 4 november 1916 - New York, 17 juli 2009) was een Amerikaanse tv-persoonlijkheid. Hij was jarenlang de anchorman van CBS News. Hij is onder meer bekend geworden door zijn emotionele aankondiging van de dood van John F. Kennedy op 22 november 1963 en van zijn verslagen van de maanexpedities samen met Arthur C. Clarke.

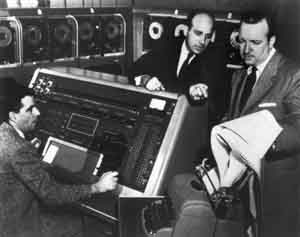
Twee werknemers van Remington Rand demonstreren de UNIVAC aan Walter Cronkite

In 1935 begon Cronkite in de journalistiek. Tijdens de Tweede Wereldoorlog al was hij een van de toonaangevende Amerikaanse journalisten voor United Press in Kansas City (Missouri). Hij maakte onder andere de Slag om Arnhem mee. In 1950 begon hij bij CBS, waarna hij in 1962 anchorman werd van the CBS Evening News, wat hij tot 1981 zou doen.
Met zijn programma moest hij concurreren met NBC's Huntley-Brinkley Report van Chet Huntley en David Brinkley. Vanaf 1968 keken er meer mensen naar de show van Cronkite dan naar die van Huntley en Brinkley. Mede door zijn optreden bij grote nieuwsgebeurtenissen zoals de landing van de Apollo 11 en de moord op John F. Kennedy werd hij een van de meest geloofwaardige journalisten in Amerika. Toen hij zich in 1968 sceptisch uitliet over de uitkomst van de oorlog in Vietnam verzuchtte president Johnson dan ook: 'Als ik Cronkite heb verloren, dan ben ik Middle America ook kwijt'.
In 1972 was Cronkite degene die het Watergateschandaal het eerst onder de aandacht van het grote publiek bracht. Vijf jaar later speelden interviews met de Egyptische president Anwar Sadat en de Israëlische premier Menachem Begin een belangrijke rol bij het historische bezoek van Sadat aan Jeruzalem.
Cronkite sloot het CBS Evening News altijd af met de zin "That's the way it is." Op 6 maart 1981 presenteerde hij het programma voor het laatst. Hij werd opgevolgd door Dan Rather. In 1984 noemde Arizona State University de journalistieke faculteit naar hem, de Walter Cronkite School of Journalism and Mass Communication.
Walter Cronkite was van invloed op de val van de Berlijnse muur. "Over het IJzeren Gordijn heen heeft de televisie jarenlang beelden van het vrije westen naar de onderdrukte bevolking van Oost-Europa gezonden en zo de hoop levendig gehouden die uiteindelijk de muur van Berlijn heeft helpen slopen", aldus Cas Goossens.
Walter Cronkite was van Nederlandse afkomst. Hij stamde af van kolonisten in Nieuw-Amsterdam, het latere New York. Zijn achternaam zou een veramerikanisering van het woord krankheyt zijn.
Cronkite overleed in 2009 in New York op 92-jarige leeftijd.

## Onderscheidingen
1989: Four Freedoms Award voor de vrijheid van meningsuiting